# 南島原市立飯野小学校
南島原市立飯野小学校（みなみしまばらしりつ いいのしょうがっこう）は、長崎県南島原市布津町丙にある公立小学校。

## 概要
歴史
1873年（明治6年）に布津村飯野名に開設された教場の流れをくむ「公立初等飯野小学校」（1883年（明治16年）開校）を前身とする。数回の改称を経て2006年（平成18年）に現校名となった。2013年（平成25年）に創立130周年を迎えた。
学校教育目標
「小規模校のよさを生かした特色ある教育を推進し、豊かな心と、自ら学び、たくましく生きる力をもった飯野の子どもを育てる」
校章
「小」の文字を羽ばたく姿に似せて図案化したものを背景にして、中央に校名の「飯」を置いている。
校歌
校区
南島原市布津地区の「柳、天ケ瀬第1・2、坂下、飯野、潮入崎、高塩第1・2、平之坂」。中学校区は南島原市立布津中学校。

## 沿革
前史（布津村）
- 1872年（明治5年）8月 - 学制が頒布される。
- 1873年（明治6年）8月 - 飯野名の前川友吉所有の倉庫に教場が開設される。
- 1876年（明治9年）2月 - 飯野名に「飯野小学校」が開校[3]。
- 1878年（明治11年）4月 - 郡制の施行により、南高来郡の所管となる。

正史
- 1883年（明治16年） - 原源が民家を改修して校舎とし、「布津学区 公立初等飯野小学校」が開校。初代校長には清水藤三郎が就任。
- 1886年（明治19年）9月 - 小学校令の施行により、「布津学区簡易飯野小学校」（修業年限3年）に改称。
- 1889年（明治22年）4月 - 町村制の施行により、布津村立の小学校となる。
- 1892年（明治25年）- 「尋常飯野小学校」に改称。
- 1894年（明治27年）5月 - 「飯野尋常小学校」に改称（「尋常」の位置が変更になる）。
- 1895年（明治28年）- 校舎の東側に運動場を新設。
- 1899年（明治32年）12月 - 校舎を新築。
- 1900年（明治33年）4月 - 修業年限が4年となる。
- 1903年（明治36年）11月 - 校舎を増築。
- 1908年（明治41年）4月 - 小学校令の改正により、義務教育年限（尋常科の修業年限）が4年から6年に延長されたため、尋常科5年を新設。
- 1909年（明治42年）
  - 4月 - 尋常科6年を新設。
  - 12月 - 校舎を増築。
- 1925年（大正14年）4月 - 校区改定により、陰平地区が布津小学校区に、新田地区が飯野小学校区となる。
- 1927年（昭和2年）4月 - 運動場を拡張。
- 1938年（昭和8年）- 校旗が寄贈される。
- 1941年（昭和16年）
  - 4月1日 - 国民学校令の施行により、「布津村第二国民学校」に改称。尋常科を初等科に改める（初等科6年 ※高等科なし）。
    - この時、布津尋常高等小学校が「布津村第一国民学校」となった。
- 1948年（昭和21年）4月 - 児童数が最大の405名（男子205名・女子200名）を記録する[4]。
- 1947年（昭和22年）4月1日 - 学制改革（六・三制の実施）により、国民学校の初等科が改組され、「布津村立第二小学校」となる。
- 1952年（昭和27年）
  - 5月 - 校区改定により、八重坂地区の児童は第一小学校（布津小学校）本校に通学することとなる。
  - 8月 - 校舎を改築。
- 1955年（昭和30年）4月1日 - 「布津村立飯野小学校」に改称。
- 1955年（昭和30年）2月 - 運動場に砂場と高鉄棒を設置。
- 1957年（昭和32年）5月 - 校門を改修。
- 1958年（昭和33年）11月 - 玄関前に築山が完成。
- 1961年（昭和36年）5月 - 観察池が完成。
- 1963年（昭和38年）4月 - 鼓笛隊を結成。
- 1965年（昭和40年）3月 - 校歌を制定。
- 1968年（昭和43年）
  - 3月 - 鉄筋コンクリート造2階建ての新校舎が完成。
  - 8月 - 運動場を拡張。
- 1969年（昭和44年）4月1日 - 布津町の発足により「布津町立飯野小学校」に改称。
- 1973年（昭和48年）
  - 2月 - 理科教材池が完成。
  - 10月 - ピアノが寄贈される。
- 1977年（昭和52年）3月 - 体育館が完成。
- 1978年（昭和53年）
  - 3月 - 隣接地に飯野集会所が完成。
  - 7月 - 校旗を新調。
- 1979年（昭和54年）
  - 4月 - 楽焼窯を設置。
  - 8月 - 学級園・学校園・観察池が完成。
  - 10月 - 校門・門扉を設置。
- 1980年（昭和55年）3月 - グラウンドに夜間照明設備を設置。
- 1984年（昭和59年）
  - 2月 - 鉄筋コンクリート造3階建ての新校舎が完成。創立100周年記念式典を挙行。
  - 3月 - 運動場を改修。
- 1986年（昭和61年）3月 - プールが完成。
- 1987年（昭和62年）3月 - 体育館を改装。
- 1993年（平成5年）
  - 5月 - 学校給食が開始。
  - 10月 - 岩石園が完成。
- 2006年（平成18年）3月31日 - 南島原市の発足に伴い、「南島原市立飯野小学校」（現校名）に改称。

## 交通アクセス
最寄りのバス停
- 島鉄バス 加津佐・有家・島原駅線など 「新田橋」バス停

最寄りの国道
- 国道251号（島原街道）

最寄りの鉄道駅
- かつては本校の近くに島原鉄道線の「布津新田駅」があったが、2008年（平成20年）3月末に廃止された。

## 周辺
- 飯野集会所
- 妙法寺
- 潮入崎神社

## 参考資料
- 「布津町史」（1998年（平成10年）3月10日発行, 布津町）p.638 -
- 「長崎新聞に見る長崎県戦後50年史（1945～1995）」（1995年（平成7年）8月9日発行, 長崎新聞社）「布津町」